# 제38회 영국 아카데미 영화상
제38회 영국 아카데미 영화상은 1984년의 최고의 영화를 기리기 위해 1985년에 열린 시상식이다.

## 수상

### 작품상
- 킬링 필드 - 데이빗 퍼트냄 수상

### 데이빗 린 상
- 파리 텍사스 - 빔 벤더스 수상

### 칼 포먼 상
- 킬링 필드 - 행 S. 응고르 수상

### 남우주연상
- 킬링 필드 - 행 S. 응고르 수상

### 여우주연상
- 매기 스미스 수상

### 남우조연상
- 덴홈 엘리어트 수상

### 여우조연상
- 리즈 스미스 수상

### 각본상
- 브로드웨이의 대니 로즈 - 우디 앨런 수상

### 각색상
- 킬링 필드 - 브루스 로빈슨 수상

### 편집상
- 킬링 필드 - 짐 클락 수상

### 촬영상
- 킬링 필드 - 크리스 멘지스 수상

### 음향상
- 킬링 필드 - Ian Fuller 수상

### 의상상
- 원스 어폰 어 타임 인 아메리카 - Gabriella Pascucci 수상

### 분장상
- 타잔 - 크리스토퍼 램버트 편 - Paul Engelen 수상

### 특수시각효과상
- 인디아나 존스: 미궁의 사원 - 데니스 머렌 수상

### 프로덕션디자인상
- 킬링 필드 - 로이 워커 수상

### 외국어영화상
- 카르멘 - Emiliano Piedra 수상

### 단편영화작품상
- Eva Sereny 수상

### 안소니 아스퀴스상
- 원스 어폰 어 타임 인 아메리카 - 엔니오 모리꼬네 수상
- 고스트버스터즈 - Ray Parker Jnr 수상

## 같이 보기
- 제57회 아카데미상
- 제10회 세자르상
- 제37회 미국 감독 조합상
- 제42회 골든 글로브상
- 제5회 골든 래즈베리상
- 제37회 미국 작가 조합상